# 光药列当
光药列当（学名：Orobanche brassicae），为列当科列当属下的一个植物种。